# Amore per finta
Amore per finta (One Small Hitch) è un  film del 2013, diretto da John Burgess.

## Trama
Per non deludere il padre malato Josh chiede all'amica molly di fingersi fidanzati, l'amore però farà inaspettatamente breccia nei loro cuori.